# Limnaecia eugramma
Limnaecia eugramma là một loài bướm đêm thuộc họ Cosmopterigidae. Nó được tìm thấy ở Úc.